# Dimităr Angelov
Pour les articles homonymes, voir Dimităr Angelov (écrivain) et Angelov.
Dimităr Angelov (en bulgare : Димитър Ангелов),né le 25 août 1979, à Yambol, en Bulgarie, est un joueur bulgare de basket-ball. Il évolue au poste d'ailier.

## Palmarès
- EuroCup Challenge :
  - Vainqueur : 2003
- Champion de Bulgarie :
  - Champion : 2002, 2009
- Coupe de Bulgarie :
  - Vainqueur : 2005.
- Ligue internationale des Balkans :
  - Vainqueur : 2014.